# Castello di Coazzano
Il castello di Coazzano (in alcuni documenti anche castello di Vernate) è il principale edificio difensivo di origine medievale situato a Coazzano, frazione del comune di Vernate, in provincia di Milano, in Lombardia.

## Storia
Le origini del castello di Coazzano risalgono al XIV secolo quando venne qualificato come "castello rurale" e quindi deputato alla difesa della campagna. Sorge su un lieve rialzo naturale del terreno dove probabilmente, già in epoca antica, si trovava un fortilizio.
Certamente la struttura venne abitata come residenza di campagna ed in particolare da Bianca di Savoia che l'aveva ricevuto dal marito e di cui si ha notizia certa e di cui si sa che fece erigere e dedicare una cappella titolata al Crocefisso ancora oggi presente (in resti) nella struttura. Alla morte di Bianca Maria, il castello assieme a tutti i terreni di proprietà personale della duchessa vennero donati alle suore Clarisse di Pavia che ne mantennero il possesso sino alla fine del XVIII secolo.
Con le soppressioni conventuali volute da Giuseppe II del Sacro Romano Impero, nel 1781 il monastero di Santa Chiara venne chiuso ed i beni di Coazzano vennero assegnati al Collegio Ghislieri di Pavia che ne mantenne la proprietà sino al 1890 quando la struttura venne venduta alla contessa Morosini, già vedova Negri Prati, la quale converte definitivamente la struttura in residenza ad uso agricolo. Il bene rimane nelle mani della famiglia Morosini sino al 1963, data in cui viene costituita la fondazione Negri Prati Morosini che conserverà il possesso del castello per un altro decennio, sino all'acquisto da parte della famiglia Mazzoni. Alberto Mazzoni procedette ad un attento e sistematico restauro dell'intera struttura che all'epoca dell'acquisto appariva assai ammalorata, portando in evidenza tutte le strutture storiche antiche.
Nel 2008 la struttura è stata pesantemente danneggiata da un incendio che ha intaccato quasi 200 mq del tetto della struttura, facendolo crollare. L'edificio è stato quindi sottoposto a nuovi ed accurati restauri.

## Struttura
L'edificio ha un impianto quadrangolare con cortile porticato e con un loggiato rinascimentale aperto verso il lato sud. Il nucleo originario del castello è però contraddistinto da una torre d'avvistamento trecentesca, posta sul lato nord, distinta in facciata da un arco a sesto acuto e soprattutto dalle tracce di un antico ponte levatoio che garantiva l'accesso all'intera struttura, superando il fossato anch'esso oggi scomparso e sostituito da un pontile in pietra con parapetti. Per autosufficienza, il castello era dotato anche di un proprio mulino fortificato, di un edificio per la residenza dei contadini, di una propria corte agricola, di una stalla e di un fienile.